# Герман Ґроте
Герман Ґроте (нім. Hermann Grote; 28 грудня 1802, Ганновер, Брауншвейґ-Люнебурґ) — 3 березня 1895, Ганновер, Королівство Пруссія) — німецький нумізмат, геральдист, літератор, видавець.

## Життєпис
Герман Ґроте народився 28 грудня 1802 року в Ганновері. Вивчав право у Геттінгенському університеті. Був куратором Королівського кабінету монет у Ганновері. 
У 1851 році за підозрою в причетності до революції 1848 року був звільнений з державної служби. Від цього часу і до своєї смерті жив у Ганновері. Займався науково-дослідницькою діяльністю, був знавцем середньовічної нумізматики, досягнув видатних успіхів у царині геральдики. 
Герман Ґроте заснував та видавав часопис «Відомості нумізматики» (нім. «Blätter für Münzkunde», Лейпциг, 1834—1844), потім «Münzstudien» (1855—1877) і «нумізматичних газету» (нім. «Numismatischen Anzeiger», 1868—1869), редагував «Відомости нумізматики». У цих виданнях писав статті про свої нумізматичні та геральдичні праці.
Був одним із засновників у Ганновері і членом Геральдичного клубу «Zum Kleeblatt».
У 1877 році Герман Ґроте розробив «Stammtafeln», що містить генеалогічні таблиці.
Герман Ґроте помер 3 березня 1895 року в Ліндені, тепер частина Ганновера.

## Доробок
- Geschlechts- und Wappenbuch des Königreiches Hannover (1856)
- Die Münsterschen Münzen des Mittelalters (1856)
- Osnabrückische Geld und Münzgeschichte (1864)
- Geschichte des königlich preußischen Wappens, Leipzig 1861
- Geschichte des welfischen Stammwappens, Leipzig 1862
- Münzstudien, Leipzig, Hahn, 1867
- Stammtafeln (mit Anh.: Calendarium medii aevi), Leipzig, Hahn, 1877